# Pachyrhinosaurus
Pachyrhinosaurus is een geslacht van uitgestorven dinosauriërs uit de Centrosaurinae dat leefde in het Laat-Krijt in het gebied van het huidige Noord-Amerika. De geslachtsnaam betekent letterlijk vertaald dikneushagedis.
Er zijn drie soorten benoemd:
- Pachyrhinosaurus canadensis Sternberg, 1950
- Pachyrhinosaurus lakustai Currie et al. 2008
- Pachyrhinosaurus perotorum Fiorillo & Tykoski, 2012

## Vondst en naamgeving

### Pachyrhinosaurus canadensis
Rond het jaar 1942 vond geoloog Oscar Alvin Erdman bij de Scabby Butte nabij Carmangay, toen al een beroemde vindplaats uit de negentiende eeuw, verdere fossielen. In 1945 stuurde hij daarvan een aantal op naar Charles Mortram Sternberg. In juli 1946 voerden Sternberg en Daniel Stewart in Alberta opgravingen uit bij de Scabbe Butte en bij de Little Bow River. Daarbij groeven ze drie schedels op van een onbekende ceratopide. De vondst werd in 1947 door Sternberg in de wetenschappelijke literatuur gemeld.
In 1950 benoemde C.M. Sternberg de typesoort Pachyrhinosaurus canadensis. De geslachtsnaam is afgeleid van het Oudgrieks παχύς, pachys, 'dik', en ῥίς, rhis, 'neus'. Overigens bestond reeds in het Oudgrieks als combinatie het bijvoeglijke naamwoord παχύρριν of παχύριν, pachúrin, 'dikneuzig', maar er zijn geen aanwijzingen dat Sternberg zich daarvan bewust was. De geslachtsnaam is een verwijzing naar de dikke botgroei op het neusbeen. De soortaanduiding verwijst naar de herkomst uit Canada.

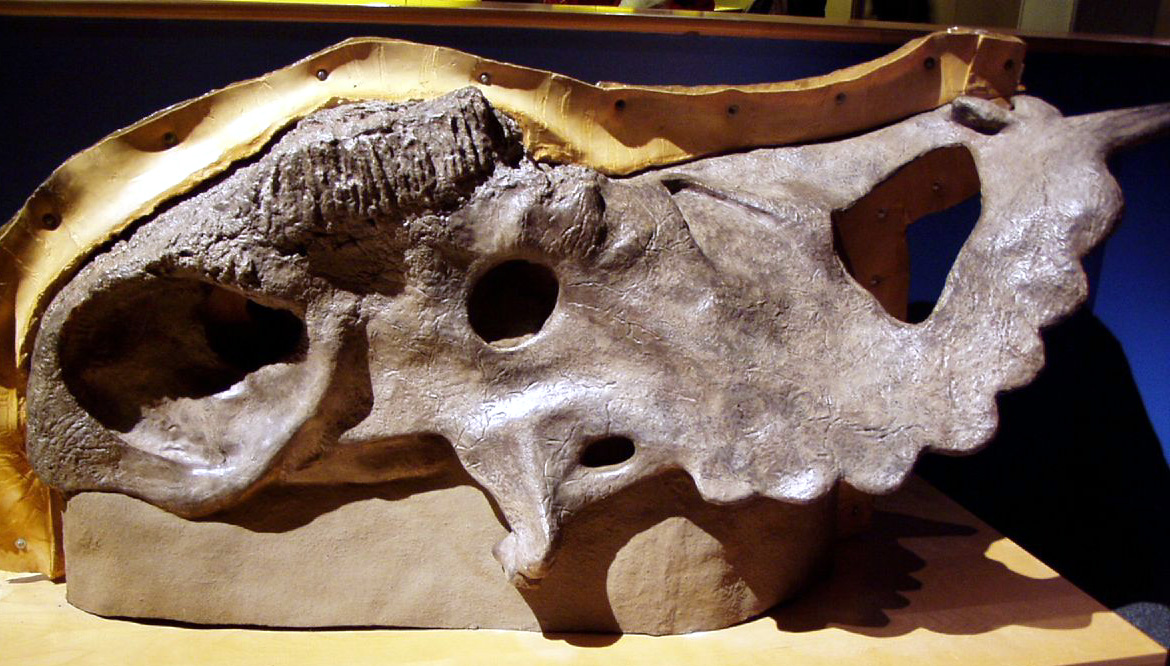
Afgietsel van een schedel van Pachyrhinosaurus canadensis; de wenkbrauwbult is afgebroken

Het holotype NMC 8867 is bij de Little Bow River gevonden in een laag van de St. Mary River Formation die dateert uit het Laat-Campanien, ongeveer drieënzeventig miljoen jaar oud. Het bestaat uit een gedeeltelijke schedel. Het paratype is NMC 8866, een gedeeltelijke schedel uit dezelfde vindplaats. Dit bewaart slechts een stuk schedeldak en een stuk bovenkaaksbeen. De derde schedel, NMC 8860, werd aan de soort toegewezen en stamt van de Scabby Butte, uit dezelfde geologische formatie. De fossielen maken deel uit van de collectie van het National Museum of Canada. De letteraanduiding van hun inventarisnummer wordt ook wel weergegeven als 'CMN'.
In 1950 ging C.M. Sternberg met pensioen. Tot 1986, toen Avaceratops beschreven werd, zouden er geen nieuwe ceratopiden meer benoemd worden. Toch lag het onderzoek niet helemaal stil. In 1955 werd door Wann Langston jr en Loris Shano Russell een completere schedel, specimen NMC 9485, bij de Scabby Butte gevonden en vanaf 16 mei 1957 groef een team deze vindplaats systematisch verder uit waarbij veel fossiel materiaal opgegraven werd. De nieuwe vondsten werden door Langston beschreven in twee publicaties uit 1968 en 1975. Uiteindelijk zouden er behalve de bovengenoemde schedels tot 2010 nog vijf andere van P. canadensis uit Sternbergs vindplaatsen verzameld worden: NMC 10645, NMC 10663, NMC 21863, NMC 21664 en TMP 1982. 52.1. Daarnaast zijn er talloze kleinere fragmenten geborgen van de postcrania, de delen achter de schedel. Een kleinere vindplaats werd eind 1960 door Wesley R. Read ontdekt bij Drumheller. Deze leverde onder andere een verdere, sterk geërodeerde, schedel, geborgen door de amateurpaleontologen van de Drumheller and District Museum Society, op die door Langston vanaf februari 1962 geprepareerd is en sinds 1966 getoond werd in het Drumheller Dinosaur and Fossil Museum. Het specimen heeft echter geen inventarisnummer daar dit instituut als zodanig opgeheven is en veranderd in een bezoekerscentrum. Dit exemplaar, het eerste dat de snuit gaaf bewaarde, werd door Langston in 1967 beschreven als een Pachyrhinosaurus cf. P. canadensis.
In 2010 hernoemde Gregory S. Paul Pachyrhinosaurus canadensis in Centrosaurus canadensis. Dit heeft geen navolging gevonden.

### Pachyrhinosaurus lakustai

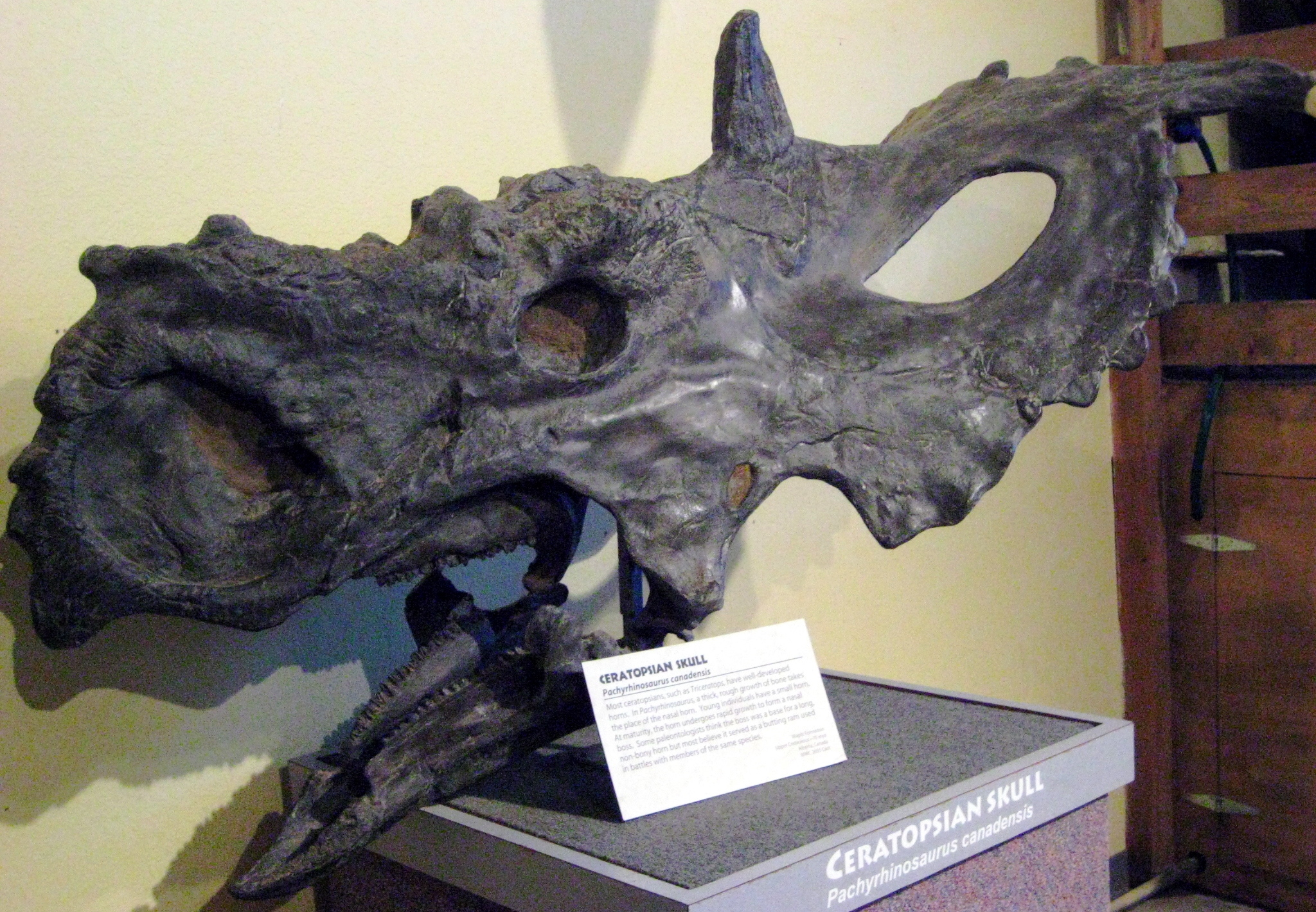
Afgietsel van het holotype van P. lakustai, specimen TMP 1986.55.258, ten onrechte als P. canadensis aangeduid toen de andere soort nog niet benoemd was. De schedelkraag en het jukbeen zijn restauraties

Vanaf de herfst van 1972 tot en met 1975 voerde natuurkundeleraar Al Lakusta nabij Grande Prairie in Alberta opgravingen uit in het Pipestone Creek Bonebed waarbij hij beenderen vond van een groot aantal ceratopiden. In 1979 werden enkele resten bij Lakusta thuis onderzocht door Philip John Currie. In juni 1983 bezocht Currie met Darren Tanke de vindplaats zelf. In november 1985 schonk Lakusta zijn collectie aan het Royal Tyrrell Museum of Palaeontology. Vanaf 1986 tot en met 1989 legde het RTMP een groter deel van de vindplaats bloot, met een oppervlakte van 240 m², waarbij voornamelijk gebruikgemaakt werd van studenten die als vrijwilligers werkten. Over een oppervlakte van 52 m² bleek een beenderlaag aanwezig te zijn die 2500 botten opleverde, waaronder vijftien gedeeltelijke schedels, afkomstig van minstens zevenentwintig individuen. De grenzen van de beenderlaag waren daarbij allerminst bereikt want honderdtwintig meter stroomafwaarts bleek de Pipestone Creek de afzetting ook te doorsnijden. Vermoedelijk is een hele kudde in één keer verdronken en onder de modder begraven. De skeletten liggen niet meer in verband, maar de elementen zijn verspreid geraakt hoewel ze niet ver uiteen gespoeld zijn: er worden dichtheden bereikt van tweehonderd botten per vierkante meter. De kwaliteit van de beenderen is goed. Bijna alle elementen van het skelet zijn vertegenwoordigd. Onder de gevonden exemplaren bevinden zich volwassen, jongvolwassen en jonge dieren.
De vondst werd in 1988 in de literatuur gemeld. De volgende twintig jaar werden besteed aan het prepareren van het materiaal. In 2008 benoemden en beschreven Currie, Langston en Tanke de soort Pachyrhinosaurus lakustai. De soortaanduiding eert Lakusta.
Het holotype is TMP 1986.55.258, een vrij gave schedel in 1986 door Tanke opgegraven. De beenderlaag bevindt zich in de Wapitiformatie die eveneens stamt uit het late Campanien maar enkele honderdduizenden jaren ouder is dan de lagen waarin P. canadensis gevonden is. De andere 2500 beenderen werden aangewezen als topotypen daar de laag als monotypisch wordt gezien, i.c. slechts één soort ceratopide bevattend. Verdere schedels omvatten de specimina TMP 1985.112.1; TMP 1986.55.111; TMP 1986.55.206; TMP 1987.55.156; TMP 1987.55.196; TMP 1987.55.199; TMP 1987.55.285; TMP 1987.55.304; TMP 1987.55.320; TMP 1989.55.188; TMP 1989.55.427; TMP 1989.55.918; TMP 1989.55.1234 en TMP 2002.29.1.
Naast de beenderlaag die door Lakusta ontdekt werd, is in 1987 door een amateurpaleontoloog een beenderlaag bij de Wapiti River gemeld. Enkele fossielen hieruit zijn geborgen maar nog grotendeels ongeprepareerd gebleven. Opgravingen zijn uitgevoerd tussen 2007 en 2014. De laag lijkt wat jonger te zijn en wellicht gaat het om een apart taxon. In 2015 werd de beenderlaag nader beschreven. De lengte ervan zou 107 meter zijn; veertig vierkante meter was dat jaar opgegraven. Het zou de verst van de kust liggende vindplaats van centrosaurinen zijn die ooit ontdekt was. Door argondatering werd de ouderdom bepaald op 71,89 miljoen jaar. De laag bevat dieren van alle leeftijden en schijnt zich geleidelijk te hebben opgebouwd en niet het gevolg te zijn van een overstroming die een kudde doodde. Er zijn minstens zevenentwintig individuen aanwezig. Er werden geen verschillen gevonden met de gelijktijdig levende P. canadensis.
In 2010 hernoemde Paul Pachyrhinosaurus lakustai in Centrosaurus lakustai. Dit heeft geen navolging gevonden.

### Pachyrhinosaurus perotorum
In 2006 werden in het noorden van Alaska bij de Colville River opgravingen verricht in de Kikak-Tegoseak Quarry. Daarbij werden verschillende fragmentarische skeletten van ceratopiden gevonden die minstens tien individuen vertegenwoordigen. In 2012 werden deze door Anthony Fiorillo en Ronald Tykoski benoemd en beschreven als de soort Pachyrhinosaurus perotorum. De soortaanduiding eert de rijke zakenman Henry Ross Perot en zijn vrouw Margot wegens hun steun aan de natuurwetenschappen.

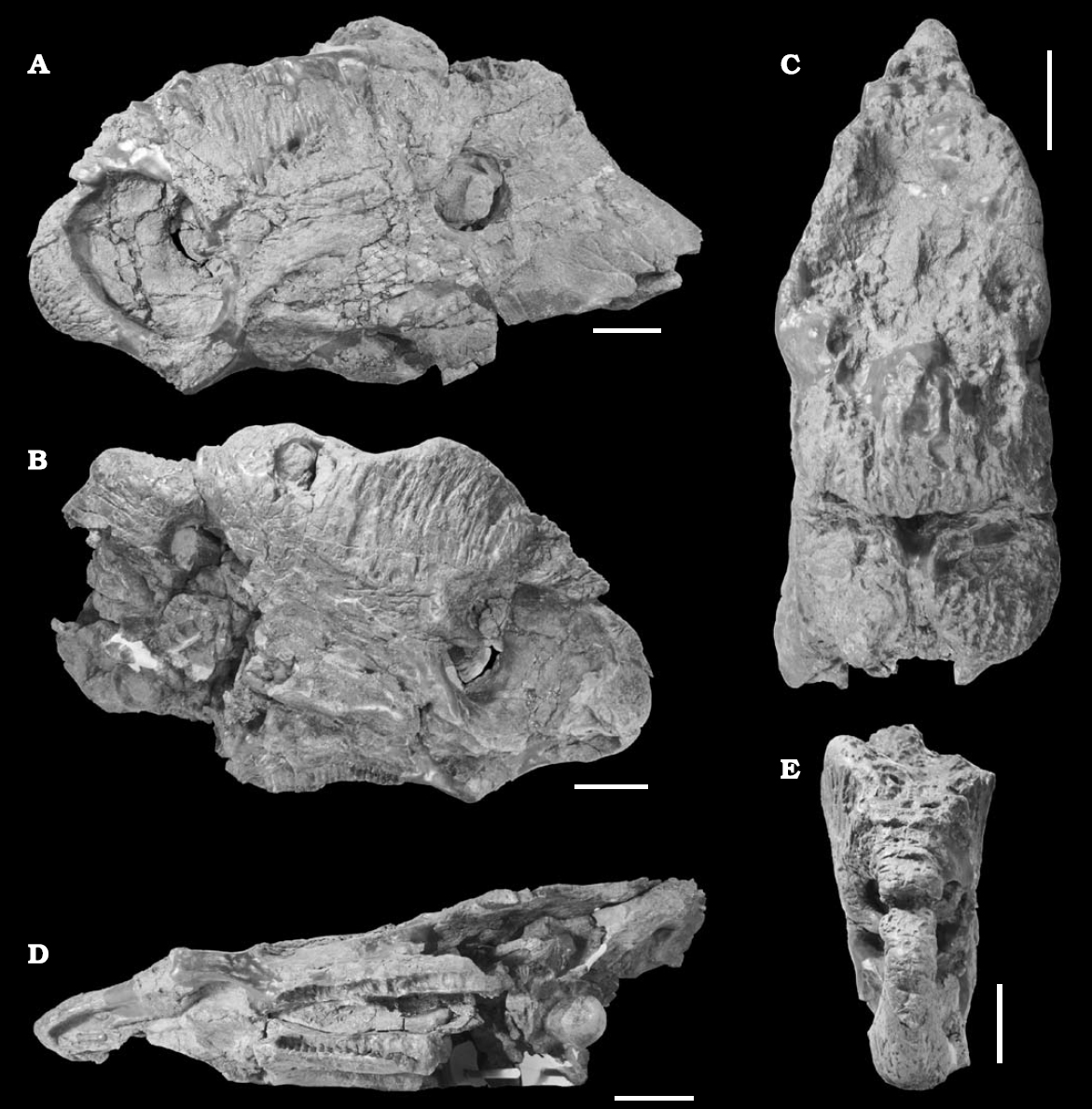
DMNH 22558, een paratype van P. perotorum

Het holotype DMNH 21200, is gevonden in een laag van de Prince Creek Formation die dateert uit het vroege Maastrichtien, ongeveer negenenzestig miljoen jaar oud. P. peretorum is daarmee de jongste bekende pachyrhinosaurussoort. Het bestaat uit een achterste stuk nekschild. De paratypen zijn DMNH 22558, een linkerhelft van een schedel zonder nekschild en DMNH 21201, een stuk rechterwandbeen. In totaal is zo'n twee ton aan fossielen geborgen.
In 2019 werd deze soort opnieuw beschreven, de informatie weerspiegelend van voortgaande preparering van het materiaal. Daarbij bleken in 2012 een aantal fouten te zijn gemaakt.
Al op 4 augustus 1988 werd door John Howard Hutchinson een pachyrhinosaurusschedel in Alaska gevonden, welke daarna geborgen is voor de Universiteit van Californië - Berkeley. Het specimen is onbeschreven en heeft geen officieel inventarisnummer maar is geregistreerd als UCB V73078/117105.

### TMP 2002.76.1

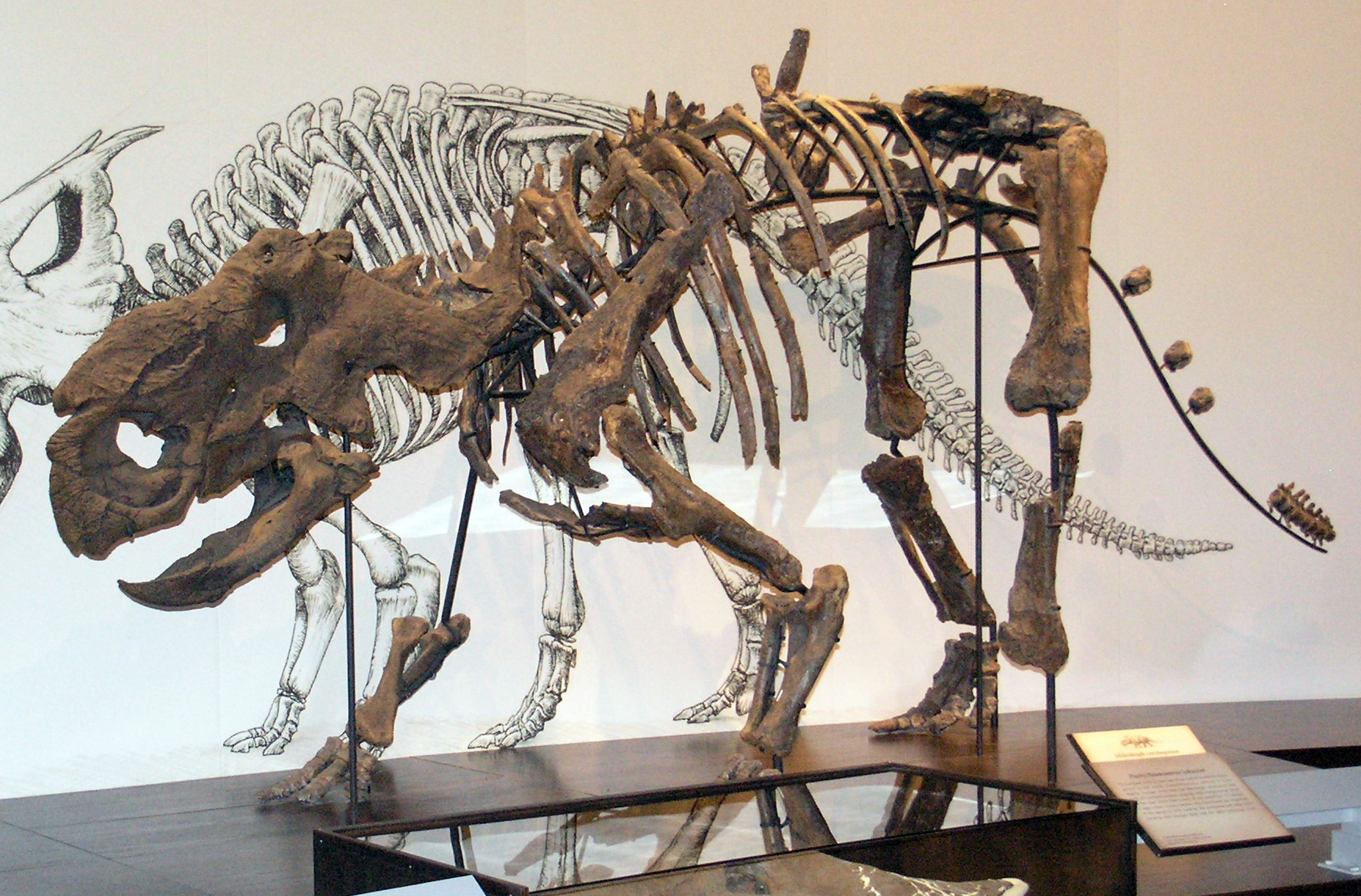
TMP 2002.76.1

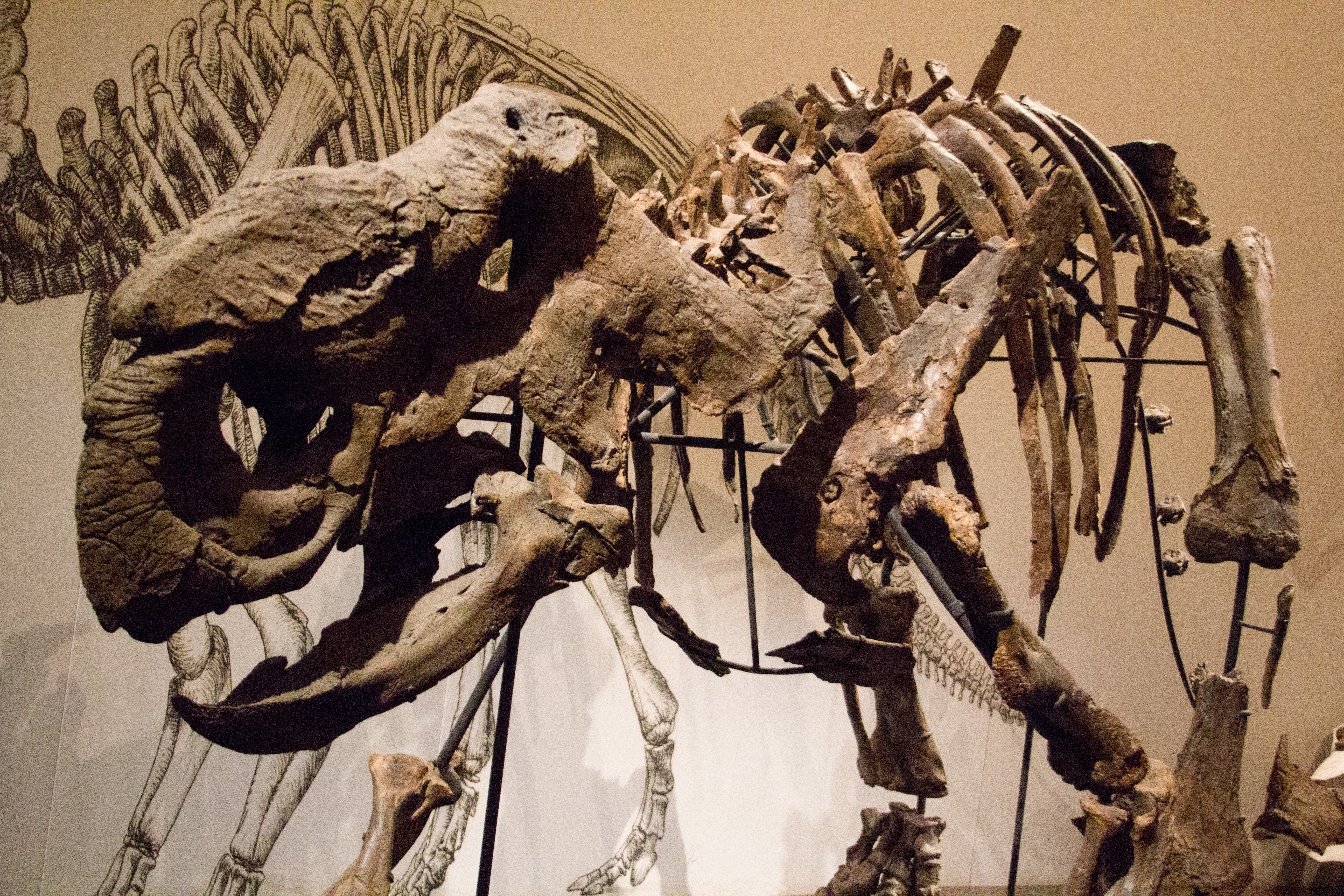
Bij TMP 2002.76.1 ontbreekt het nekschild

In 1995 vond rancher Gene Johnson bij de Red Deer River in Alberta nabij Iddesleigh in een laag van de Dinosaur Park Formation het skelet van een ceratopide. Op 23 juli 1996 werd dit geïnspecteerd door Phil Currie. Tussen 2000 en 2006 werd dit exemplaar, specimen TMP 2002.76.1., verder uitgegraven door een team onder leiding van Currie. In 2001 werd daarbij ook de vrij complete maar niet meer in verband liggende schedel gevonden. In 2005 en 2006 zijn de fossielen geprepareerd. De vondst betreft een volwassen exemplaar. Het fossiel toont de typische neusbult van Pachyrhinosaurus maar wijkt in details af. In 2010 werd het specimen beschreven maar niet benoemd, mede door twijfel of men het een eigen geslachtsnaam zou geven en vanwege het ontbreken van het nekschild. De laag waarin het opgegraven werd, heeft een ouderdom van 75,1 miljoen jaar wat deze vorm de oudste bekende ceratopide met een neusbult maakt. Het skelet is nu opgesteld in het Royal Tyrrell Museum of Palaeontology.

### 'Big Sam'
In september 2024 is, na 72 miljoen jaar onder de grond te hebben gelegen, nabij de Grande Prairie in Alberta, Canada, een 272kg grote schedel gevonden van een Pachyrhinosaurus. De opgegraven schedel behoort tot deze plantetende dinosauriër, die over Alberta’s badlands zwierf.
Ook wel bekend als "Big Sam," is dit de tweede volwassen schedel die in Pipestone Creek is gevonden, waarvan men gelooft dat het een van de dichtstbezaaide beenderkerkhoven van Noord-Amerika is.
Dr. Emily Bamforth, een paleontoloog van het Philip J. Currie Dinosaur Museum Dublin, tekende op dat naast de volwassen beenderen, de site honderden beenderen van jeugdige Pachyrhinosaurussen bevat.

## Beschrijving

### Grootte en onderscheidende kenmerken
Schattingen van de grootte van de grootste Pachyrhinosaurus-soort, P. canadensis, geven lengtes aan van 6–8 meter en een gewicht van 3–4 ton. De andere soorten, P. lakustai en P. perotorum, zijn door Greg Paul geschat op 5 meter lang en 2 ton zwaar. Ze waren herbivoor en hadden sterke kiezen om hen te helpen taaie, vezelige planten te kauwen.
In 2008 stelde Currie enkele onderscheidende kenmerken op van wat hij, inclusief aanhalingstekens, de "Pachyrhinosauriërs" noemde (in het Engels: "Pachyrhinosaurs"), i.c. de klade die zowel Pachyrhinosaurus canadensis als Achelousaurus omvat. Deze kenmerken waren voornamelijk op Pachyrhinosaurus canadensis en P. lakustai gebaseerd. Currie wees allereerst op de opmerkelijke ontwikkeling tijdens de groei van de hoorns. Bij jonge dieren is de neushoorn nog laag, langgerekt en naar achteren gebogen; de linker- en rechterhelft zijn zichtbaar door een naad gescheiden. Bij volwassen dieren is het neusbeen bovenop en aan de zijkanten extreem verdikt waardoor een 'neusbult' ontstaat die wellicht de restanten van de oorspronkelijke neushoorn omvat. De jongen hebben ook wenkbrauwhoorns en die worden vervangen door kleinere bulten op de postorbitalia en voorhoofdsbeenderen. Bij grote individuen van Pachyrhinosaurus canadensis groeien de neusbult en de oogbulten bovenaan samen zodat er een dwarstunnel ontstaat. De individuele variatie in ornamenteringen is groot en misschien het gevolg van het vastgroeien van osteodermen. Het nekschild is kort. De rand van het nekschild is in het algemeen typisch golvend waar de al dan niet zichtbaar vergroeide epoccipitalia aan bijdragen. Daarbij is het aantal en de vorm van de epiparietalia op de achterrand ervan sterk variabel tussen individuen. Het eerste epiparietale ontbreekt altijd. Het aantal epoccipitalia op de voor het wandbeen gelegen squamosa bedraagt per zijde vier tot zes. Het squamosum is relatief kort en daarmee is ook de inkeping tussen het nekschild en de rest van de schedel vrij smal. Op de beenbalk tussen beide wandbeenderen, die de middenlijn van het nekschild vormt, staat vaak een reeks bulten of uitstulpingen die weer allerlei vormen kunnen hebben: recht, krom of middenin versmald. In het algemeen zijn de buitenste schedelbeenderen zeer dik. De zijkanten van de neusbeenderen, die de bovenste zijwanden van de snuit vormen, staan naar achteren toe wijd uit, zodat de snuit in vooraanzicht de meest brede indruk maakt van alle ceratopiden. Het vingervormige uitsteeksel op de achterrand van het neusgat is uitzonderlijk lang en bevindt zich helemaal op het neusbeen, ver van de naad met het bovenkaaksbeen. De praemaxilla scheidt de neusgaten door middel van het dikste tussenschot dat bij de Ceratopia bekend is; naar binnen gerichte premaxillaire vleugels scheiden vermoedelijk de eigenlijke bovenste neusholte van een onderliggende neusgang. Het wenkbrauwbeen is krachtig gevormd maar volledig met de bovenrand van de oogkas vergroeid. De voorrand van de oogkas vormt geen opstaande rand aan de kant van de kleine fenestra antorbitalis. Het jukbeen is vrij dun en er is soms onderaan een epijugale aan vastgegroeid. De groeve die vanuit het onderste slaapvenster naar beneden loopt, ligt grotendeels op het quadratojugale, niet op het quadratum. De hersenpan heeft zeer dikke wanden. De derde, vierde en zesde hersenzenuw hebben aparte zenuwkanalen in het laterosfenoïde; de zevende zenuw heeft een opvallend smalle opening. Het kleine aderkanaal voor de Arteria carotis interna ligt uitzonderlijk laag. De condylus occipitalis, de knobbel op het achterhoofd die verbinding maakt met de nek, is schuin naar beneden gericht. In de onderkaak is het dentarium erg hoog en de processus coronoides zeer sterk ontwikkeld. De rest van het skelet, de postcrania, is massief gebouwd hoewel opperarmbeen en scheenbeen wat eleganter zijn. De doornuitsteeksels van de vergroeide voorste halswervels zijn relatief laag.

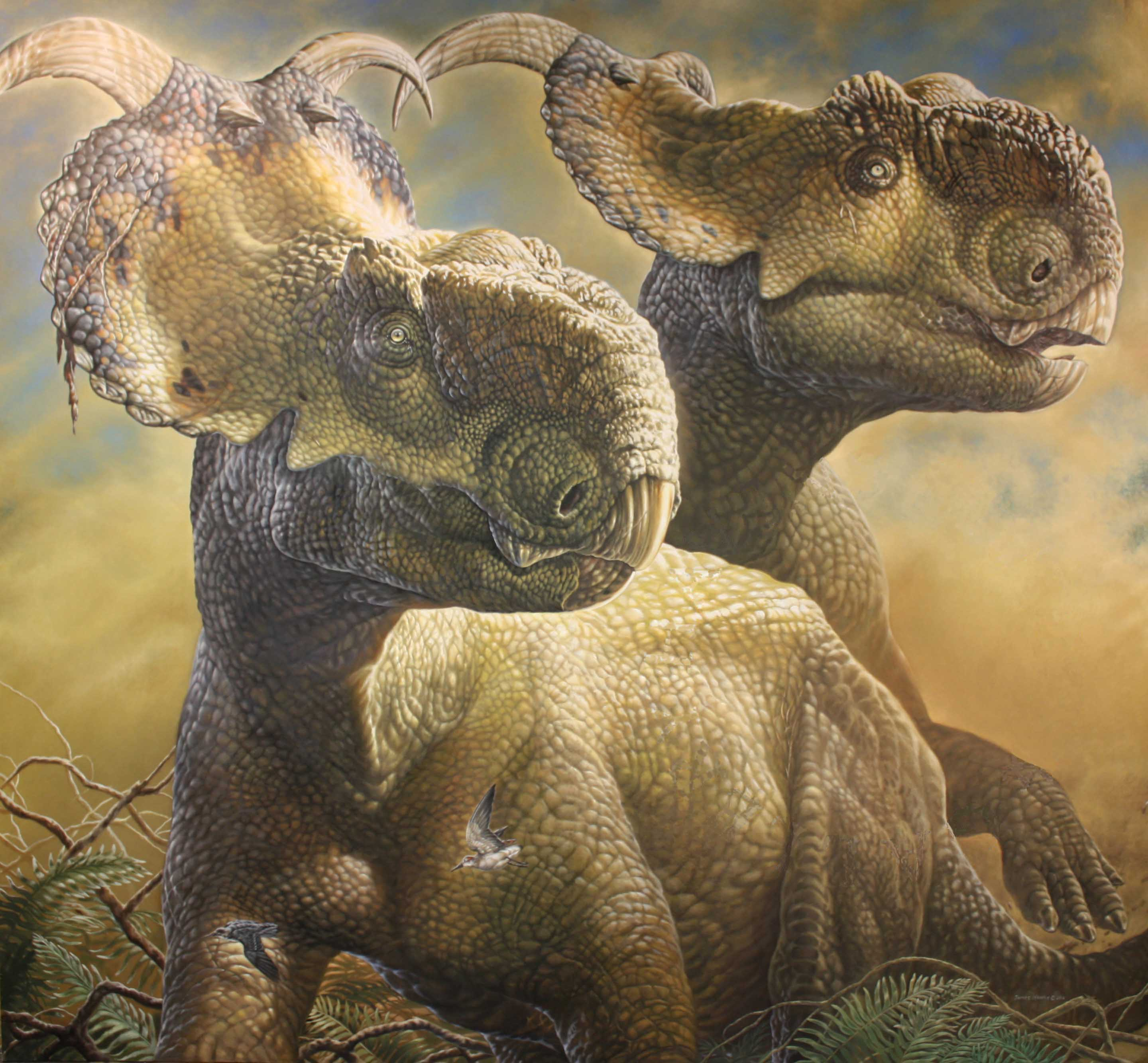
Pachyrhinosaurus perotorum. De naar voren gerichte puntjes op de schildrand staan in feite naar binnen gericht

Currie gaf ook kenmerken aan waarin P. lakustai zich onderscheidde van Pachyrhinosaurus canadiensis. P. lakustai is minder groot. Het rostrale, het voorste been van de snuit, is relatief kleiner ten opzichte van die snuit. Het rostrale draagt samen met de achterliggende praemaxilla een 'snuitkam'. Intern draagt de praemaxilla aan de binnenkant een enkelvoudige horizontale beenplaat terwijl alle andere bekende centrosaurinen twee bovenliggende beenplaten hebben. Het naar voren gerichte uitsteeksel van het neusbeen op de achterrand van het neusgat is recht, terwijl het bij Pachyrhinosaurus canadensis langer is en plots onder een haakse hoek naar binnen kromt. De verschillende bulten en ornamenteringen op de neus en elders zijn minder sterk uitgegroeid. De groeven op de zijkant van de bult zijn dieper, regelmatiger en onder een hoek van vijfenveertig graden schuin naar voren gericht in plaats van min of meer verticaal. De voorste bovenrand van de neusbult loopt tongvormig naar voren uit in een overhangend uitsteeksel boven de neusbrug. De neusbult en de wenkbrauwbulten zijn van elkaar gescheiden door een gladde T-vormige groeve; de neusbult loopt niet naar achteren door over de voorhoofdsbeenderen en de prefrontalia. Groeven aan de basis van de hoorns lopen buigend in elkaar over op de middenlijn tussen de wandbeenderen. In het nekschild buigt de beenbalk tussen de wandbeenderen naar achteren toe licht omhoog terwijl deze bij Pachyrhinosaurus canadensis in zijaanzicht recht horizontaal loopt. Bij jongvolwassen en volwassen exemplaren bevinden zich één tot drie hoorns op de middenlijn van de basis van deze beenbalk. De lange stekel op de achterrand van het nekschild, het derde epiparietale, kromt naar voren en beneden in plaats van zijwaarts en omhoog te steken.
In 2012 zijn er onderscheidende kenmerken gegeven van P. perotorum. De belangrijkste daarvan vonden de beschrijvers, omdat het een unieke afgeleide eigenschap zou zijn ofwel autapomorfie, het bezit van een naar beneden en binnen gericht uitsteeksel op de bovenrand van het parietaalvenster. Hiervan namen ze aan dat het niet homoloog was aan het eerste parietale dat ongeveer in dezelfde positie bij Centrosaurus over de openingen van het schild steekt, omdat het van een lager punt af ontspringt. Het zou dus een volledig uniek kenmerk zijn binnen de Centrosaurinae. Er zijn nog verdere onderscheidende kenmerken waarvan de uniekheid echter niet vaststaat. Boven de uitholling rond het neusgat liggen gepaarde groeven. Op de achterkant van de neusbult bevindt zich op de middenlijn een smalle verhoging. De trog waarin de basis van de neusbult ligt, strekt zich verder naar beneden uit dan de bovenkant van de uitholling rond het neusgat. Op de schildrand ontbreekt het tweede epiparietale maar dit kan een kwestie zijn van individuele variatie; bij P. lakustai hebben sommige exemplaren wel zo'n stekel. De enige schedel met een goed bewaarde snuit toont daarnaast een heel vreemde eigenschap: de hele snuitpunt is stomp en naar boven gedraaid. De beschrijvers vermoeden dat dit het gevolg is van een individuele pathologie of van een vervorming tijdens de fossilisering. Er is verder een unieke combinatie van kenmerken die ieder op zich ook bij de verwanten voorkomen. Net als bij Pachyrhinosaurus canadensis ontbreekt de knop op de voorrand van de neusbult die bij P. lakustai wél voorkomt en zijn de neusbult en de wenkbrauwbulten bovenaan vergroeid. Anders dan bij Pachyrhinosaurus canadensis is er echter wel een neuskam, een kenmerk dat met P. lakustai gedeeld wordt.
In 2019 werd deze diagnose gecorrigeerd. Het vermeende unieke epiparietale zou bij nader inzien een naar binnen en niet naar beneden gericht tweede epiparietale geweest zijn dat dus niet ontbreekt. In feite verschilt de indeling van de epiparietalia daarmee niet wezenlijk van die bij P. canadensis. Wel uniek bleken de naar boven gedraaide snuitpunt zonder afhangende 'snavel' en de middenrichel op de achterste neusbult.

### Skelet

#### Schedel en onderkaken
De schedel van de pachyrhinosaurinen is niet zo langwerpig als bij andere ceratopiden. De snuit is relatief breed en door de bulten is het geheel ook hoog. Het liervormige nekschild steekt vrij recht naar achteren, het vlakst bij Pachyrhinosaurus canadensis. Het rostrale dat de bovensnavel draagt, steekt vrij ver naar voren uit. Het grote neusgat vormt een opvallende bult in het profiel van de bovenkaaklijn. Het bovenkaaksbeen heeft, afhankelijk van de grootte van het dier, zeventien tot ruim vijfentwintig tandposities in de tandenbatterij. De oogkas ligt vrij ver naar achteren en achter deze orbita is er weer een grote tussenruimte met de troggen van de bovenste slaapvensters in de schedelkraagbasis.

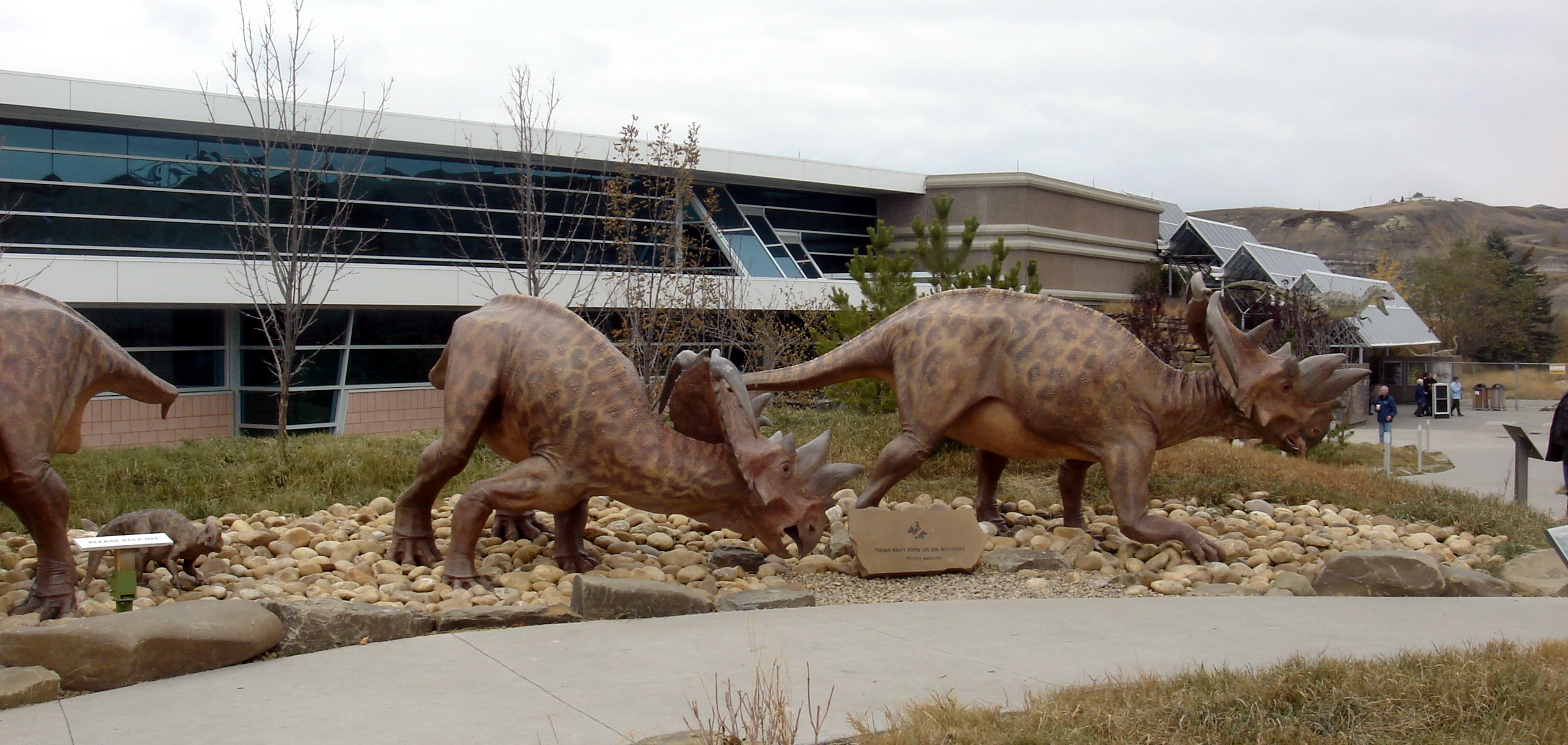
P. lakustai met dubbele neushoorns buiten het RTMP

Het meest opvallende kenmerk van de pachyrhinosaurussoorten, dat ze delen met Achelousaurus, is dat bij volwassen exemplaren de bij de ceratopiden gebruikelijke hoorns op de neus en boven de wenkbrauwen vervangen zijn door dikke beenbulten. Deze zijn niet gelijkmatig afgerond maar ontspruiten uit een trog en groeien van daaruit met licht bolle zijwanden omhoog die via een stompe rand overgaan in een min of meer horizontaal plateau. De zijwanden hebben diepe verticale parallel lopende groeven die kennelijk de groeirichting vertegenwoordigen. De randen van het beenplateau staan wat op maar het ruwe middengedeelte is daar vaak weer boven verheven. Reeds Sternberg begreep dat deze structuren bedekt moeten zijn geweest met een hoornlaag en dat de groeven op de zijwanden daarvoor de verankering vormden van waaruit steeds nieuwe lagen werden aangemaakt. De enorme omvang en robuustheid van deze structuren doen vermoeden dat het niet om een dun laagje epidermis ging. Langston vroeg zich in 1967 eerst af of Pachyrhinosaurus toch niet een gewone hoorn op de neus had en dat de gevonden bulten een gevolg waren van woekeringen na een breuk. Dit wees hij af omdat het te toevallig was dat bij alle gevonden schedels de hoorns op hetzelfde punt zouden zijn afgebroken. Hij overwoog ook de mogelijkheid dat de plateaux hoge hoorns droegen die anders dan bij de overige ceratopiden geen beenkern hadden maar helemaal uit hoornstof gemaakt waren, net als bij de huidige neushoorns. Deze hypothese verwierp hij echter; bij moderne en uitgestorven neushoorns was het oppervlak weliswaar ook voorzien van diepe putten maar bij deze bestaat de hoorn uit haren en die hadden dinosauriërs volgens hem niet. Latere onderzoekers echter vonden dat geen sterk tegenargument aangezien ook andere hoornvormingen in putten verankerd zouden kunnen zijn geweest. Zo stelde Robert Thomas Bakker in de jaren tachtig dat de neus van Pachyrhinosaurus canadensis uitgerust was geweest met een enorme neushoorn, wel zo hoog als de schedel lang was. In het begin van de eenentwintigste eeuw werd deze positie verdedigd door Phil Currie die in het artikel waarin P. lakustai benoemd werd een reconstructietekening liet opnemen waarin het dier zowel met als zonder lange hoorn werd afgebeeld. Het RTMP heeft voor de ingang bronzen beelden staan van drie leden van P. lakustai met matig lange dubbele hoorns op de neus. Andere onderzoekers echter waren tamelijk skeptisch over de mogelijkheid van lange hoorns die ze als te spectaculair zagen.

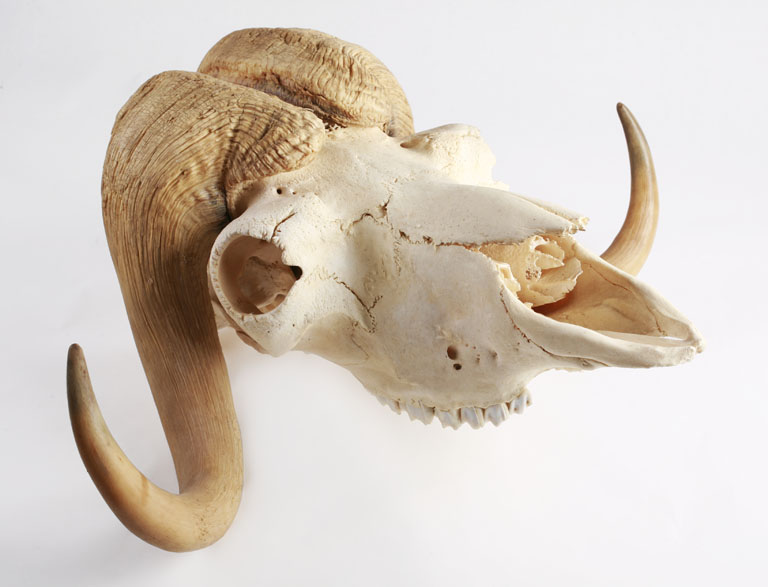
Volgens Hieronymus vormen de hoornbases bij de muskusos een goed model voor de neusbult van Pachyrhinosaurus

De kwestie is, voortbouwend op eerder onderzoek van S.J. Edwards, diepgaand onderzocht in studies uit 2006 en 2009 van Tobin Hieronymus, die twaalf mogelijke configuraties onderscheidde, op basis van zeven mogelijke toestanden: of de opperhuid dun was of dik; of een zachte opperhuid of een harde hoornschacht de hoornbasis omvatte; en of een zachte huid, een platte hoornlaag of een hoge hoorn de basis bovenop bedekte. De verschillende combinaties leverden geen heel grote verschillen op met uitzondering van de mogelijkheid dat er zich een hoge hoornrand zou bevinden rond een sterk verdiept centrum. Door na te gaan bij moderne dieren wat voor een soort hoornstructuur een bepaald botoppervlak overgroeit, kon Hieronymus bepalen wat de waarschijnlijkste situatie bij Pachyrhinosaurus was. De meeste overeenkomst zag hij met de bases van de hoorns van de muskusos waar zeer ruw en sterk parallel gegroefd bot uiterste dikke hoornlagen draagt die echter wel plat liggen. Dit bot komt voort uit de bovenste wand van de schedel en bestaat niet uit een verbeende onderhuid zoals bij de neushoorns. De groeirichting van de hoornlagen bij Pachyrhinosaurus wordt goed duidelijk door de zeer diepe groeven aan de holle achterkant van de bult die hoge naar voren lopende 'vinnen' vormen. De bult vormde dus inderdaad de verankering van een lange structuur van hoornstof maar die stak niet recht omhoog als een neushoorn maar schoof schuin naar boven en voren, een dikke homp vormend. Ook vanuit de zijwanden van de bult groeide de hoornstof naar boven toe. Op het midden van de beenbult bevindt zich een inspringing die een trapvormige dwarsrichel veroorzaakt. Het was deze richel die inspireerde tot het aannemen van een dubbele neushoorn bij de beeldengroep voor het RTMP. Volgens Hieronymus is de richel slechts een verdere ondersteuning van de homp en een teken dat daarop vooral horizontale krachten werden uitgeoefend. Het vormt meteen een duidelijke aanwijzing voor de dikte van het geheel: de hoornlagen zullen de hoogte van de bult ongeveer verdubbeld tot verdrievoudigd hebben. Een verdere verankering werd geleverd door een groeve in de lengterichting. Vooraan loopt de beenbult uit in een soort uitspringende boeg. Hieronymus nam aan dat de groeirichting hier vrijwel horizontaal verliep en de hoornlagen nog een aanzienlijk stuk verder naar voren uitstaken. Dit sluit aan bij het feit dat een oudere verwant, Einiosaurus, een naar voren en beneden gerichte benen neushoornkern bezat.

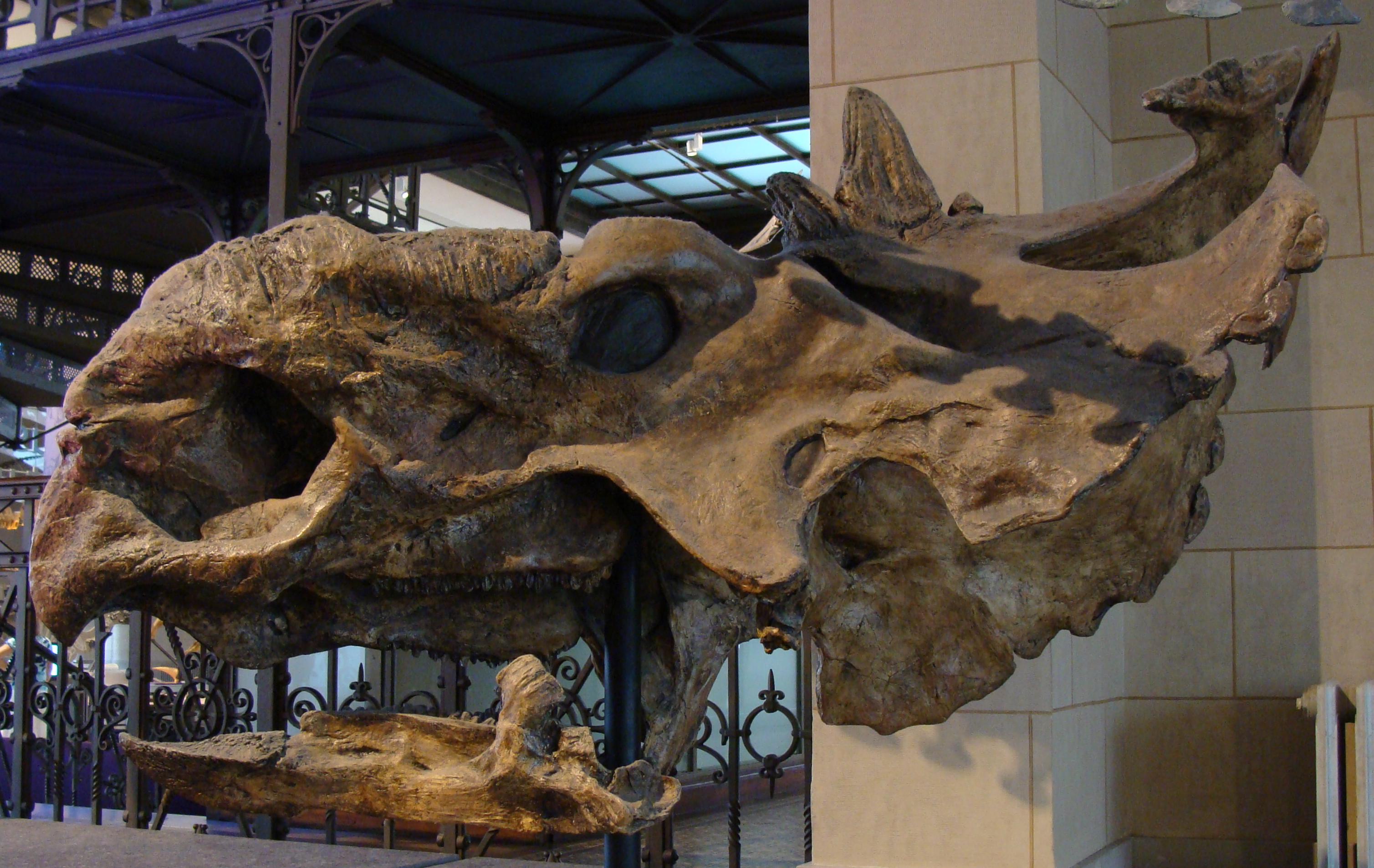
Afgietsel van specimen TMP 87.55.285 van P. lakustai waarbij de verschillende bulten en hoorns vrij gaaf bewaard zijn gebleven; de achterzijde inclusief nekschild is grotendeels een reconstructie

Tussen de neusbult en het de bovensnavel dragende rostrale bevinden zich op de boventak van de praemaxilla en de premaxillaire tak van het neusbeen een reeks van ongeveer drie benen uitsteeksels, die door Currie worden aangeduid als een 'neuskam'. Volgens Hieronymus gaat het hier vermoedelijk om osteodermen, verbeende schubben. Een vierde osteoderm heeft hij vastgesteld onder de voorste basis van de neusbult.
De wenkbrauwbulten zag Hieronymus als homoloog aan de tweede schub op de bovenste oogkasrand. De eerste schub zou verdwenen zijn. De rij schubben zou zich met twee verdere hebben voortgezet op het zijvlak van het squamosum. De wenkbrauwbult zou twee vormtypen kunnen hebben: bij de eerste ontspringt hij uit een omliggende trog die vermoedelijk met een dunne hoornlaag bedekt was. Bij het tweede type is de trog afwezig en raakte de hoornbult direct de schubben. In beide gevallen zijn er soms verbindingen tussen de poreuze botlaag en de diepere holten ofwel sinussen van de voorhoofdsbeenderen; soortgelijke verbindingen zijn ook bij de muskusos aanwezig.
De indrukwekkende reeks uitsteeksels houdt niet op bij de wenkbrauwbulten. Er bevinden zich ook beenbulten op de beenbalk tussen de parietaalvensters van de wandbeenderen, dus op de middenlijn van het nekschild; meestal zijn het er vier. Bij P. lakustai zijn de achterste bulten uitgegroeid tot echte hoorns, tot drie in aantal, met een beenkern en hoornschacht. Ze steken ver omhoog, soms tot boven het niveau van de neusbult, ook als we daarvan aannemen dat hij door zijn hoornlagen in dikte verdriedubbeld was. Bij specimen TMP 1987.55.81 is de top van zo'n parietaalbalkhoorn weer verruwd, geresorbeerd en afgeplat alsof zich ook daar een bult begon te vormen. Kennelijk was er een genetisch vastgelegd mechanisme werkzaam dat geprogrammeerd was om hoorns op latere leeftijd om te vormen in platte structuren.
Hieronymus richtte zich vooral op de overeenkomsten tussen de verschillende pachyrhinosaurussoorten; andere onderzoekers legden juist de klemtoon op de verschillen. Bij Pachyrhinosaurus canadensis en P. perotorum vergroeien de achterste zijkanten van de neusbult aan de bovenzijde met de voorkanten van de wenkbrauwbulten; hierdoor ontstaat een soort tunnel overdwars. Het is niet duidelijk of die bij het levende dier open was of met vlezig weefsel gevuld. Volwassen exemplaren van P. lakustai en P. perotorum hebben een 'neuskam', een verticale reeks van drie uitsteeksels tussen de snavel en de neusbult. Meestal zijn er bij P. lakustai twee uitsteeksels op de praemaxilla en één op het neusbeen, soms bestaat de kam uit maar twee uitsteeksels en ontbreekt er een op de praemaxilla. Het is niet bekend hoe spits de hoornlagen daarvan waren en hoever die naar voren uitstaken; als de bedoeling was om een tegenstander te raken, moeten ze vrij lang geweest zijn. Bij specimen DMNH 22558 van P. perotorum zijn er twee uitsteeksels waarvan de onderste de langste is. De neuskam loopt typisch niet helemaal recht, waarbij de middelste bult naar links of rechts uitspringt en de deuken tussen de bulten diagonaal gericht zijn. Bij P. lakustai loopt de voorrand van de neusbult uit in een 'zadelknop' (pommel), een tongvormig balkon. Hieronymus interpreteerde dat als een ondersteuning voor een verdere horizontale uitgroei van de dikke laag hoornstof en daarmee is in overeenstemming dat de groeven van de zijwanden van de neusbult meer horizontaal gericht zijn. De zadelknop heeft echter verticaal gerichte opstaande randen en Currie zag de structuur of als een ondersteuning van een verticale neushoorn of als een apart schepvormig uitsteeksel vóór de eigenlijke neusbult. P. perotorum heeft juist een uitsteeksel op de achterrand van de neusbult wat een teken kan zijn dat de hoornlagen daarvan extra dik waren of dat er een apart hoorntje was aan de achterzijde. Bij P. perotorum is de basis van de neusbult ook extreem verdiept.
Behalve de hoorns op de neus en wenkbrauwen toont de schedel van Pachyrhinosaurus ook nog versieringen op de nekschildrand. Die wijken ten dele opvallend af tussen de verschillende soorten. Het nekschild is breed en steekt zijwaarts nog buiten de grenzen van de jukbeenderen uit. Het breedste punt wordt gevormd door het voorste element van de rand, het squamosum, dat een licht bol profiel heeft. De rand van het squamosum is bezet met vier kleine lage driehoekige osteodermen. De buiging van het squamosum wordt voortgezet in het naar binnen krommende wandbeen. Ook de rand van het wandbeen is bezet met osteodermen, die in dit geval de epiparietalia heten. Bij de centrosaurinen zijn er normaal vier epiparietalia op het voorste deel van de wandbeenrand en bij Pachyrhinosaurus canadensis wordt de rij van het squamosum inderdaad met vier in grootte afnemende uitsteeksels naar boven toe voortgezet. Bij P. lakustai zijn er daarvan echter maar drie zichtbaar; het kan zijn dat dit het gevolg is van een toevallige individuele variatie want deze osteodermen zijn bij die soort zeer klein en onregelmatig. Daarbij is het in die situatie moeilijk vaststelbaar wat nu een osteoderm is en wat een beschadiging van het fossiel. De drie epiparietalia van de bovenste schildrand tonen de meeste interspecifieke variatie. Bij Pachyrhinosaurus canadensis en P. lakustai ontbreekt het eerste epiparietale, de 'P1'-groeikern nabij de middenlijn van het schild. De middenlijn heeft bovenaan een inham die bij Pachyrhinosaurus canadensis duidelijk groter is. Op de hoeken van de inham staan de tweede epiparietalia in de vorm van naar binnen gedraaide hoorntjes. Bij P. lakustai zijn die meestal wat kleiner maar binnen het uitgebreide fossiele materiaal van die soort is een grote intrapecifieke variatie aanwezig; er zijn dus grote verschillen tussen de individuen onderling. Bij sommige exemplaren is het schild sterk asymmetrisch en op de betere ontwikkelde helft staat dan een veel langer tweede epiparietale dat helemaal achter en over zijn tegenhanger van de andere helft kan groeien. Het derde epiparietale is het langst. Bij P. canadensis steken de derde epiparietalia in het vlak van het schild naar achteren, licht naar buiten krommend. Bij P. lakustai echter, buigen deze P3-stekels vaak helemaal naar voren toe waarbij ze zich meestal wat omlaag richten. Ze zijn langer, smaller en soms met de bovenkant naar binnen om hun lengte as gewrongen. Als het schild bij individuen van deze soort sterk asymmetrisch is, groeit het derde epiparietale extra sterk uit met een brede basis waarbij het minder naar voren steekt; op de zwak ontwikkelde zijde kan het helemaal wegvallen. Bij P. perotorom is de toestand ietwat raadselachtig. De tweede epiparietalia ontbreken volgens de beschrijving uit 2012 geheel maar er zijn twee puntjes op de rand zichtbaar die er misschien de laatste resten van zijn, wat in 2019 bevestigd werd. Het derde epiparietale is aanwezig maar bij het ene exemplaar waar de rand bewaard gebleven is, buigt de stekel naar voren terwijl bij het andere de stekel naar achteren steekt. De grootste onzekerheid bestaat aangaande het eerste epiparietale. Een tongvormig uitsteeksel overgroeit van bovenaf het parietaalvenster en dergelijke structuren worden bij de centrosaurinen meestal gezien als homoloog aan de eerste epiparietalia. Het ontbreken daarvan bij Pachyrhinosaurus canadensis en P. lakustai werd door de beschrijvers van P. perotorum echter opgevat als een beslissende aanwijzing dat het in dit geval zou gaan om een nieuwvorming. Ondersteuning daarvoor zagen ze in het feit dat het uitsteeksel niet midden op de bovenkant van de strook tussen het parietaalvenster en de schildrand ontspringt maar meer op de bovenrand van het venster. In 2019 bleken deze uitsteeksels meer naar binnen gericht te zijn en eenduidig te identificeren als de P2.
In 2008 publiceerde Lawrence Witmer een studie door middel van een CAT-scan van de losse hersenpan van een jongvolwassen exemplaar van P. lakustai, specimen 1989.55.1243. Door dit onderzoek werden de details van de zenuwkanalen bekend die Currie toevoegde aan zijn diagnose. Compenserend voor een zekere zijdelingse compressie tijdens de fossilisering, werd de herseninhoud op 85,4 cm³ geschat.
De onderkaken van de pachyrhinosaurussoorten zijn robuust met een matig gekromd predentarium dat de ondersnavel draagt. Achteraan is de processus coronoides, de bult die als hefboom gebruikt wordt bij het sluiten van de kaken, uitzonderlijk hoog en steekt bij sluiting van de bek duidelijk boven het niveau van de bovenste tandenbatterij uit.

#### Postcrania
De delen achter de schedel, de postcrania, zijn met uitzondering van het nog onbenoemde TMP 2002.76.1, alleen van P. lakustai goed bekend. Ze verschillen niet fundamenteel van die van andere centrosaurinen. Ondanks de enorme kop zijn de doornuitsteeksels van de vergroeide voorste halswervels tamelijk laag, wat wellicht de verminderde hefboomwerking ten gevolge van het ontbreken van een echte neushoorn weerspiegelt. De rug loopt niet al te bol en de doornuitsteeksels van de ruggenwervels zijn matig lang, staan verticaal, zijn vrij breed maar toch gescheiden en zijn bovenop in zijaanzicht afgerond. Die van de sacrale wervels vormen een lange supraneurale plaat. De staartbasis is tamelijk lang.
Het schouderblad is recht en langwerpig, met een afgeronde bovenkant. Bij het opperarmbeen is de deltopectorale kam erg groot en deze loopt met een geleidelijke boog naar boven over in de humeruskop. De onderarm is niet extreem robuust en vrij lang. In het bekken is de processus praepubicus vrij lang en smal met een licht verbreed en afgerond voorste uiteinde. Het zitbeen kromt sterk omlaag maar is niet zeer lang. Het dijbeen is krachtig gebouwd. Langston beschreef in 1975 een femur met een lengte van drieënnegentig centimeter en een minimale schachtomtrek van zevenenveertig centimeter. Dat benadert de robuustheid van Triceratops.

## Fylogenie
De oorspronkelijke beschrijvende auteur, C.M. Sternberg, plaatste het geslacht Pachyrhinosaurus vanwege de opvallende verschillen in bouw met andere gehoornde dinosauriërs in een aparte familie, de Pachyrhinosauridae. Hetzelfde jaar zag Friedrich von Huene daarvoor echter geen reden en classificeerde het dier als een lid van de Ceratopidae binnen een eigen onderfamilie Pachyrhinosaurinae. Langston was het in 1967 eens met de plaatsing in de Ceratopidae maar vond het overbodig van een Pachyrhinosaurinae te spreken, onzeker hoe de ceratopiden te verdelen. Hij zag een verwantschap met Centrosaurus. Later onderzoek van Peter Dodson in 1990 toonde aan dat Pachyrhinosaurus binnen de Ceratopidae tot de Centrosaurinae behoorde.
Volgens later cladistisch onderzoek kan er binnen deze groep echter worden gedifferentieerd tussen taxa die meer verwant zijn aan Centrosaurus en taxa meer verwant aan Pachyrhinosaurus, zodat er toch weer reden was voor die laatste een eigen groep te scheppen. Fiorillo en Tykoski benoemden daarom in 2012 een clade Pachyrhinosaurini die de taxa binnen Centrosaurinae omvat die meer verwant zijn aan Pachyrhinosaurus canadensis dan aan Centrosaurus apertus. Omdat Pachyrhinosaurus binnen de Pachyrhinosaurini vermoedelijk weer nauwer verwant was aan Achelousaurus dan aan Rubeosaurus en Einiosaurus, werd voor de eerste twee een nog engere groep benoemd: de Pachyrostra.
De mogelijke onderlinge verhoudingen tussen de pachyrhinosaurussoorten worden weergegeven door dit kladogram:
|  | Rubeosaurus ovatus         |
|  |                            |
|  | Einiosaurus procurvicornis |
|  |                            |

|  | Pachyrhinosaurus lakustai                                                                  |
|  |                                                                                            |
|  | \| \| Pachyrhinosaurus canadensis \| \| \| \| \| \| Pachyrhinosaurus perotorum \| \| \| \| |
|  |                                                                                            |
|  | Pachyrhinosaurus canadensis                                                                |
|  |                                                                                            |
|  | Pachyrhinosaurus perotorum                                                                 |
|  |                                                                                            |

|  | Pachyrhinosaurus canadensis |
|  |                             |
|  | Pachyrhinosaurus perotorum  |
|  |                             |

|  | Pachyrhinosaurus lakustai                                                                  |
|  |                                                                                            |
|  | \| \| Pachyrhinosaurus canadensis \| \| \| \| \| \| Pachyrhinosaurus perotorum \| \| \| \| |
|  |                                                                                            |
|  | Pachyrhinosaurus canadensis                                                                |
|  |                                                                                            |
|  | Pachyrhinosaurus perotorum                                                                 |
|  |                                                                                            |

|  | Pachyrhinosaurus canadensis |
|  |                             |
|  | Pachyrhinosaurus perotorum  |
|  |                             |

|  | Pachyrhinosaurus lakustai                                                                  |
|  |                                                                                            |
|  | \| \| Pachyrhinosaurus canadensis \| \| \| \| \| \| Pachyrhinosaurus perotorum \| \| \| \| |
|  |                                                                                            |
|  | Pachyrhinosaurus canadensis                                                                |
|  |                                                                                            |
|  | Pachyrhinosaurus perotorum                                                                 |
|  |                                                                                            |

|  | Pachyrhinosaurus canadensis |
|  |                             |
|  | Pachyrhinosaurus perotorum  |
|  |                             |

|  | Pachyrhinosaurus lakustai                                                                  |
|  |                                                                                            |
|  | \| \| Pachyrhinosaurus canadensis \| \| \| \| \| \| Pachyrhinosaurus perotorum \| \| \| \| |
|  |                                                                                            |
|  | Pachyrhinosaurus canadensis                                                                |
|  |                                                                                            |
|  | Pachyrhinosaurus perotorum                                                                 |
|  |                                                                                            |

|  | Pachyrhinosaurus canadensis |
|  |                             |
|  | Pachyrhinosaurus perotorum  |
|  |                             |

|  | Rubeosaurus ovatus         |
|  |                            |
|  | Einiosaurus procurvicornis |
|  |                            |

|  | Pachyrhinosaurus lakustai                                                                  |
|  |                                                                                            |
|  | \| \| Pachyrhinosaurus canadensis \| \| \| \| \| \| Pachyrhinosaurus perotorum \| \| \| \| |
|  |                                                                                            |
|  | Pachyrhinosaurus canadensis                                                                |
|  |                                                                                            |
|  | Pachyrhinosaurus perotorum                                                                 |
|  |                                                                                            |

|  | Pachyrhinosaurus canadensis |
|  |                             |
|  | Pachyrhinosaurus perotorum  |
|  |                             |

|  | Pachyrhinosaurus lakustai                                                                  |
|  |                                                                                            |
|  | \| \| Pachyrhinosaurus canadensis \| \| \| \| \| \| Pachyrhinosaurus perotorum \| \| \| \| |
|  |                                                                                            |
|  | Pachyrhinosaurus canadensis                                                                |
|  |                                                                                            |
|  | Pachyrhinosaurus perotorum                                                                 |
|  |                                                                                            |

|  | Pachyrhinosaurus canadensis |
|  |                             |
|  | Pachyrhinosaurus perotorum  |
|  |                             |

|  | Pachyrhinosaurus lakustai                                                                  |
|  |                                                                                            |
|  | \| \| Pachyrhinosaurus canadensis \| \| \| \| \| \| Pachyrhinosaurus perotorum \| \| \| \| |
|  |                                                                                            |
|  | Pachyrhinosaurus canadensis                                                                |
|  |                                                                                            |
|  | Pachyrhinosaurus perotorum                                                                 |
|  |                                                                                            |

|  | Pachyrhinosaurus canadensis |
|  |                             |
|  | Pachyrhinosaurus perotorum  |
|  |                             |

|  | Pachyrhinosaurus lakustai                                                                  |
|  |                                                                                            |
|  | \| \| Pachyrhinosaurus canadensis \| \| \| \| \| \| Pachyrhinosaurus perotorum \| \| \| \| |
|  |                                                                                            |
|  | Pachyrhinosaurus canadensis                                                                |
|  |                                                                                            |
|  | Pachyrhinosaurus perotorum                                                                 |
|  |                                                                                            |

|  | Pachyrhinosaurus canadensis |
|  |                             |
|  | Pachyrhinosaurus perotorum  |
|  |                             |

## Levenswijze
Het leefgebied van Pachyrhinosaurus bestond uit een vlakte op de oostkust van het subcontinent Laramidia aan de westoever van de Western Interior Seaway, de zee die indertijd het westen en oosten van wat nu Noord-Amerika is in tweeën spleet. Het gebied was vrij nat en dichtbebost; Pachyrhinosaurus kan geleefd hebben van lage coniferen die hij afbeet en met zijn tandenbatterijen in stukken knipte waarna de resten in de grote buikholte verder verteerd werden. De vindplaatsen liggen vrij noordelijk en zelfs de zuidelijkste ervan, in Alberta, Canada, moeten ook toen al tamelijk koel geweest zijn in de winter. De vindplaats van P. perotorum ligt aan de noordkust van het huidige Alaska. In het Opper-Krijt lag dat gebied nog noordelijker en dus ver binnen de poolcirkel. Hoewel er door het algemeen veel warmere klimaat van die periode op zeeniveau geen permanente ijsbedekking kan zijn geweest, moeten de temperaturen tijdens de zes maanden duisternis van de poolwinter toch regelmatig onder het vriespunt gezakt zijn. Dat lijkt erop te wijzen dat Pachyrhinosaurus nogal barre omstandigheden kon doorstaan, een vermogen waaraan een grote omvang en een hoge stofwisseling belangrijke bijdragen kunnen hebben geleverd. Mogelijkerwijs was er ook een vacht van isolerende haarachtige of borstelachtige structuren. Het is ook gesuggereerd dat het dier in de herfst duizenden kilometers naar het zuiden trok en in het voorjaar weer naar het noorden. Ook daarvoor was dan weer een hoge stofwisseling nodig. De gigantische beenderlagen zouden kudden van tienduizenden individuen hebben vertegenwoordigd, die door overstromingen of bij het oversteken van door smeltwater gezwollen rivieren in één keer zouden zijn omgekomen. De botten van Pachyrhinosaurus tonen vele groeilijnen, LAGs ofwel Lines of Arrested Growth. Dit werd gezien als een gevolg van de barre omstandigheden tijdens de winter maar in 2019 concludeerde een studie dat ook zuidelijker levende Centrosaurinae zulke groeilijnen hebben.
Het leven in kudden vergt een zeker vermogen tot sociaal gedrag. De belangrijkste aanwijzingen over dat gedrag worden geleverd door het ingewikkelde stelsel van bulten en hoorns. Omdat bij Pachyrhinosaurus de vorm daarvan omstreden is, zijn wetenschappers vaak tot heel verschillende gevolgtrekkingen over de functie ervan gekomen. Volgens Langston was Pachyrhinosaurus slechts uitgerust met een brede platte bult op de neus. Zoiets lijkt een aanpassing te zijn aan het zo min mogelijk toebrengen van schade; een dergelijke structuur kan goed gebruikt zijn voor rituele gevechten binnen de soort. Voor het afweren van roofdieren zou zo'n bult veel minder geschikt zijn. Pachyrhinosaurus werd echter bejaagd door soorten uit het geslacht Daspletosaurus, een vervaarlijk en ongeveer even zwaar lid van de Tyrannosauridae. Dat roept de vraag op hoe het dier zich daartegen verdedigde als de neusbult slechts als een dempend kussen werkte.